# Chiesa della Misericordia (Rapolano Terme)
La chiesa della Misericordia è un edificio sacro che si trova a Rapolano Terme.

## Descrizione
La facciata della chiesa è semplice, a mattoni, con portale e finestra in travertino. L'interno ha tre ricchi altari in stucco con colonne a finto marmo di gusto settecentesco. Unico dipinto di un certo rilievo è il San Sebastiano di Lorenzo Feliciati.
Nel 1864 la Compagnia della Misericordia, che aveva stabilito qui la sua sede a partire dal 1843, si unì a quella di Santa Maria delle Nevi, già ricordata nel Settecento, e a quella di San Sebastiano, ubicata fuori dalle mura (l'edificio è stato trasformato in abitazione privata, e ne rimane soltanto la facciata cinquecentesca). La chiesa ristrutturata fu inaugurata il 5 novembre 1865.